# Dumbrava, Chișinău
Dumbrava este un sat din componența comunei Trușeni din sectorul Buiucani, municipiul Chișinău, Republica Moldova. În 2011 aici locuiau 1.500 de locuitori.
Maxi-taxi-ul care circulă prin sat 103.

## Demografie

### Structura etnică
Structura etnică a localității conform recensământului populației din 2004:
| Grup etnic                                               | Populație | % Procentaj   |
| -------------------------------------------------------- | --------- | ------------- |
| Băștinași declarați Moldoveni Băștinași declarați Români | 322 57    | 79,31% 14,04% |
| Ucraineni                                                | 20        | 4,93%         |
| Ruși                                                     | 6         | 1,48%         |
| Bulgari                                                  | 1         | 0,25%         |
| Total                                                    | 406       |               |